# 莫龍山
47°15′45″N 7°15′49″E / 47.26250°N 7.26361°E

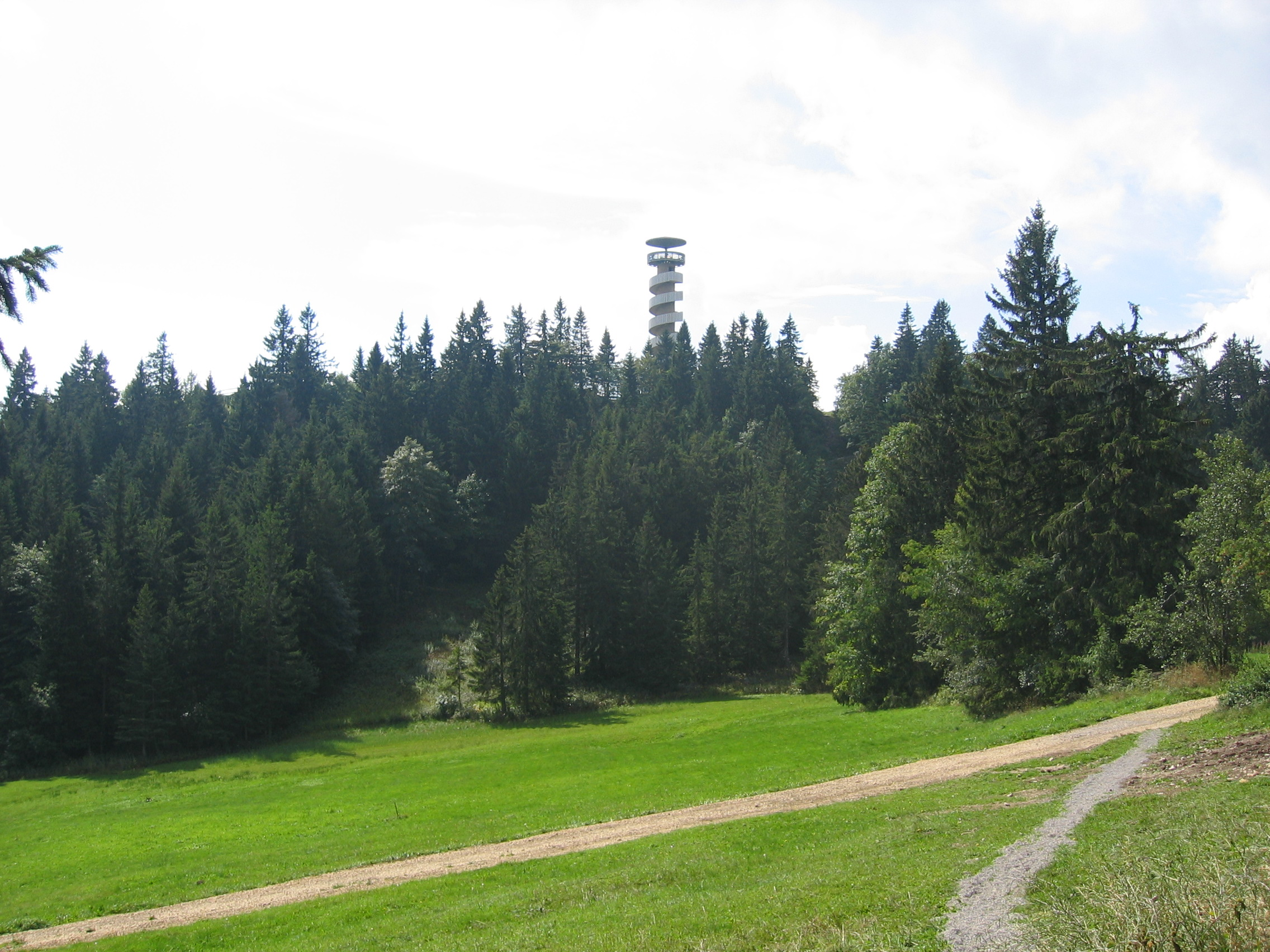

莫龍山（Moron），是瑞士的山峰，位於該國中西部，由伯恩州負責管轄，屬於汝拉山的一部分，處於馬勒賴以北，海拔高度1,337米，山頂以東有一座30米高的瞭望塔。